# Буштеград
Буштеград (чеш. Buštěhrad, нем.  Buschtiehrad, Busterat) — небольшой, быстро развивающийся город в районе Кладно Среднечешского края Чехии.
Расположен в 19 км северо-западнее Праги и в 5 км к востоку от административного центра района г. Кладно.

## История
Окрестности Буштеграда заселены в течение нескольких тысячелетий. Первое упоминание о нём содержится в документе пражского епископа Даниила от 1209 года, в котором подтверждается, что поселение Бушвеш является собственностью монастыря в Осеке . Позже до середины XIX века носил название Буков.
В XIII веке здесь была построена крепость, а затем замок, который впоследствии стал одним из крупнейших замков своего времени в Богемии.
В 1497 году король Владислав Ягелло получил Буков в собственность. Замок был разрушен во время Тридцатилетней войны, а поселение сожжено, его руины с XVII-го века начали разбирать для строительства жилых домов, создав современный уникальный район Старого замка.

## Достопримечательности
- Фрагменты замка
- Замок эпохи барокко с парком — Памятник культуры Чешской Республики
- Костёл Воздвижения Святого Креста
- Чумовой столп и тосканская колонна возле замка
- Бывшая пивоварня периода поздней готики (архитектор А. Лураго
- пять часовен в основном XVIII-го века

## Население
| Год  | Численность | Численность |
| ---- | ----------- | ----------- |
| 1869 | 3055        | [ 5 ]       |
| 1880 | 2911        | [ 5 ]       |
| 1890 | 3222        | [ 5 ]       |
| 1900 | 3461        | [ 5 ]       |
| 1910 | 3981        | [ 5 ]       |
| 1921 | 3334        | [ 5 ]       |
| 1930 | 3210        | [ 5 ]       |
| 1950 | 2897        | [ 5 ]       |
| 1961 | 2948        | [ 5 ]       |
| 1970 | 2714        | [ 5 ]       |
| 1980 | 2676        | [ 5 ]       |
| 1991 | 2263        | [ 5 ]       |
| 2001 | 2273        | [ 5 ]       |
| 2011 | 2884        | [ 5 ]       |
| 2014 | 3052        | [ 6 ]       |
| 2016 | 3302        | [ 7 ]       |
| 2017 | 3329        | [ 8 ]       |
| 2018 | 3407        | [ 9 ]       |
| 2019 | 3464        | [ 10 ]      |
| 2020 | 3498        | [ 11 ]      |
| 2021 | 3638        | [ 12 ]      |
| 2022 | 3703        | [ 13 ]      |
| 2023 | 3912        | [ 14 ]      |
| 2024 | 3995        | [ 3 ]       |

## Города-побратимы

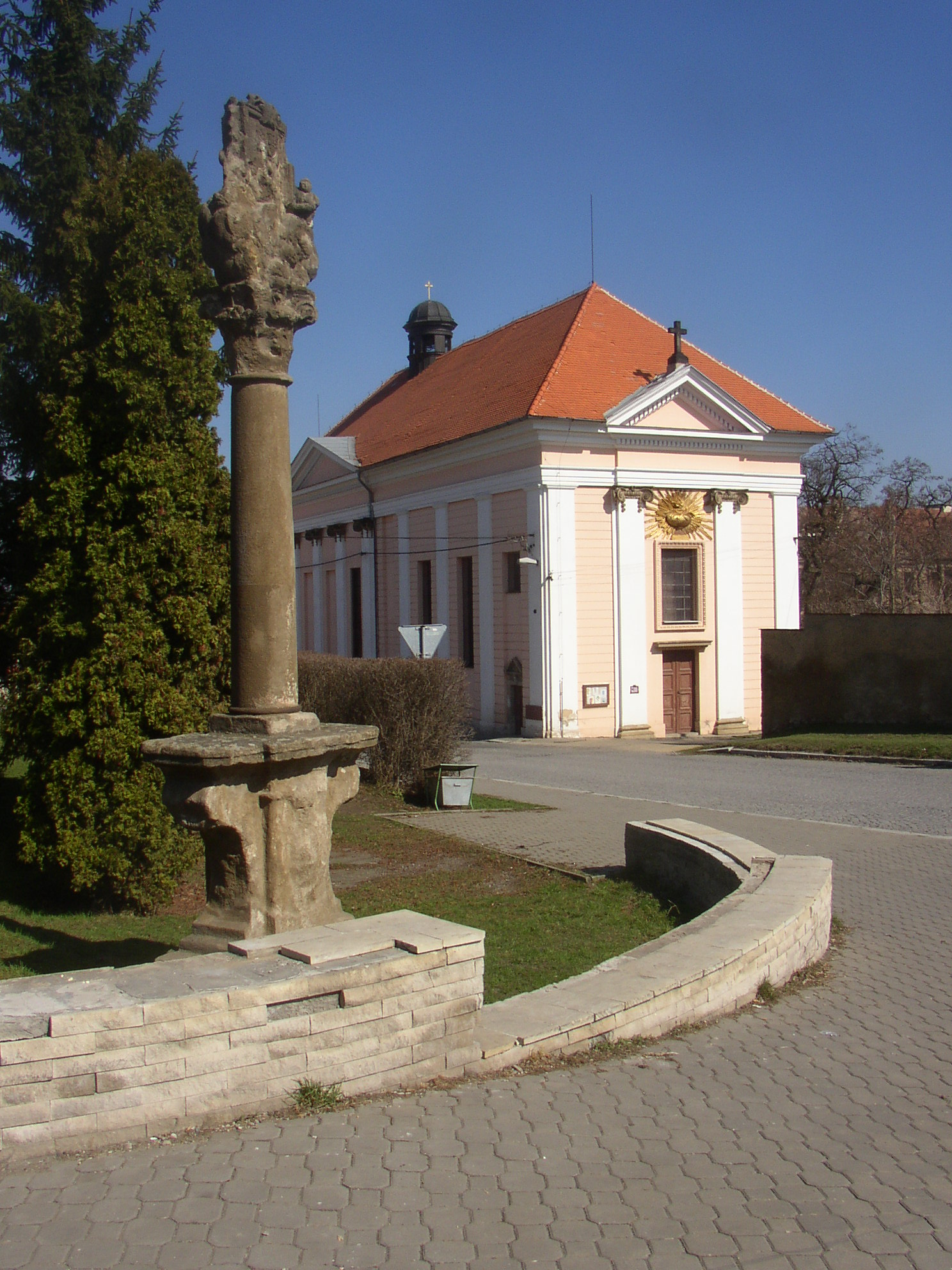
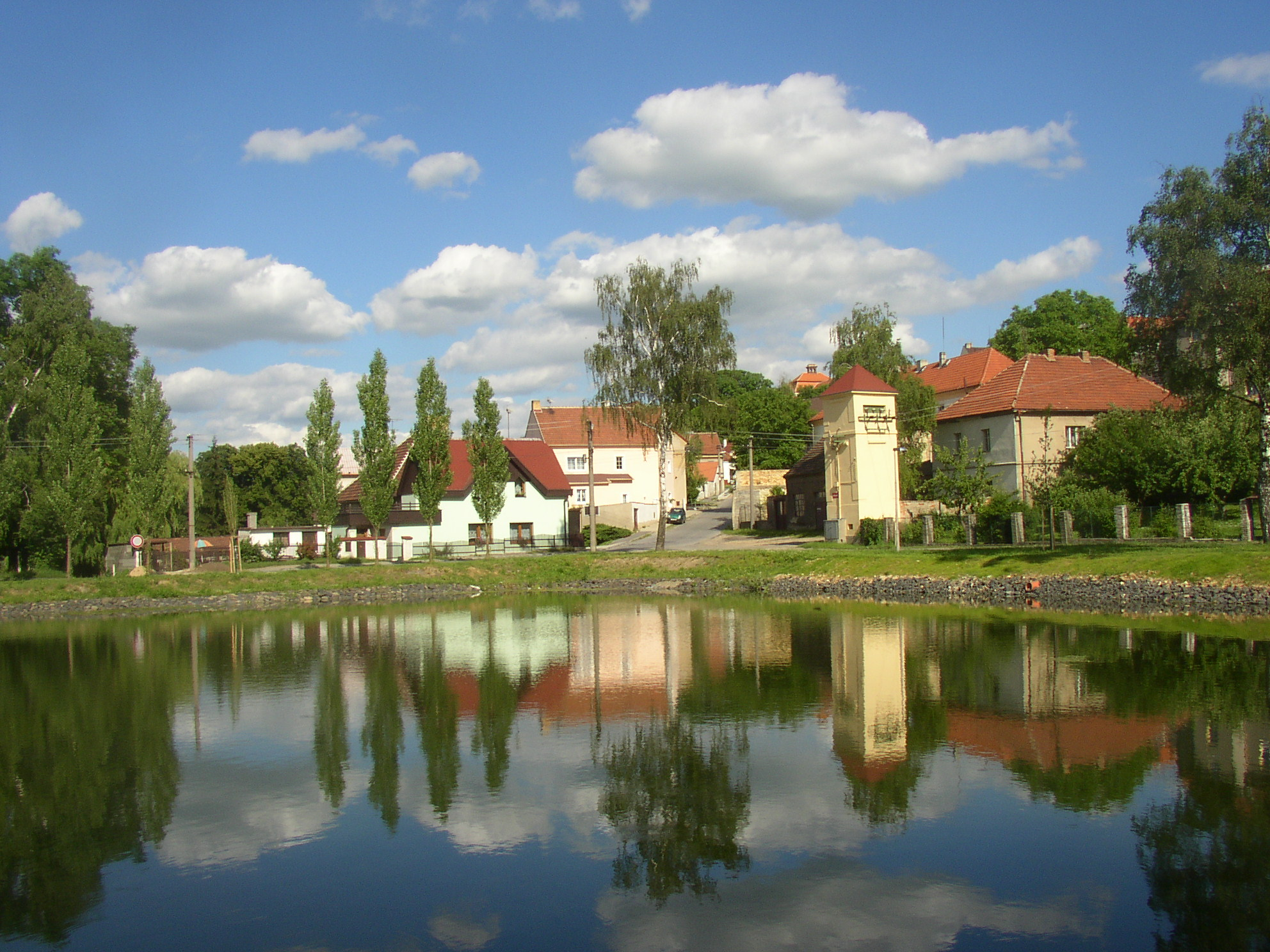
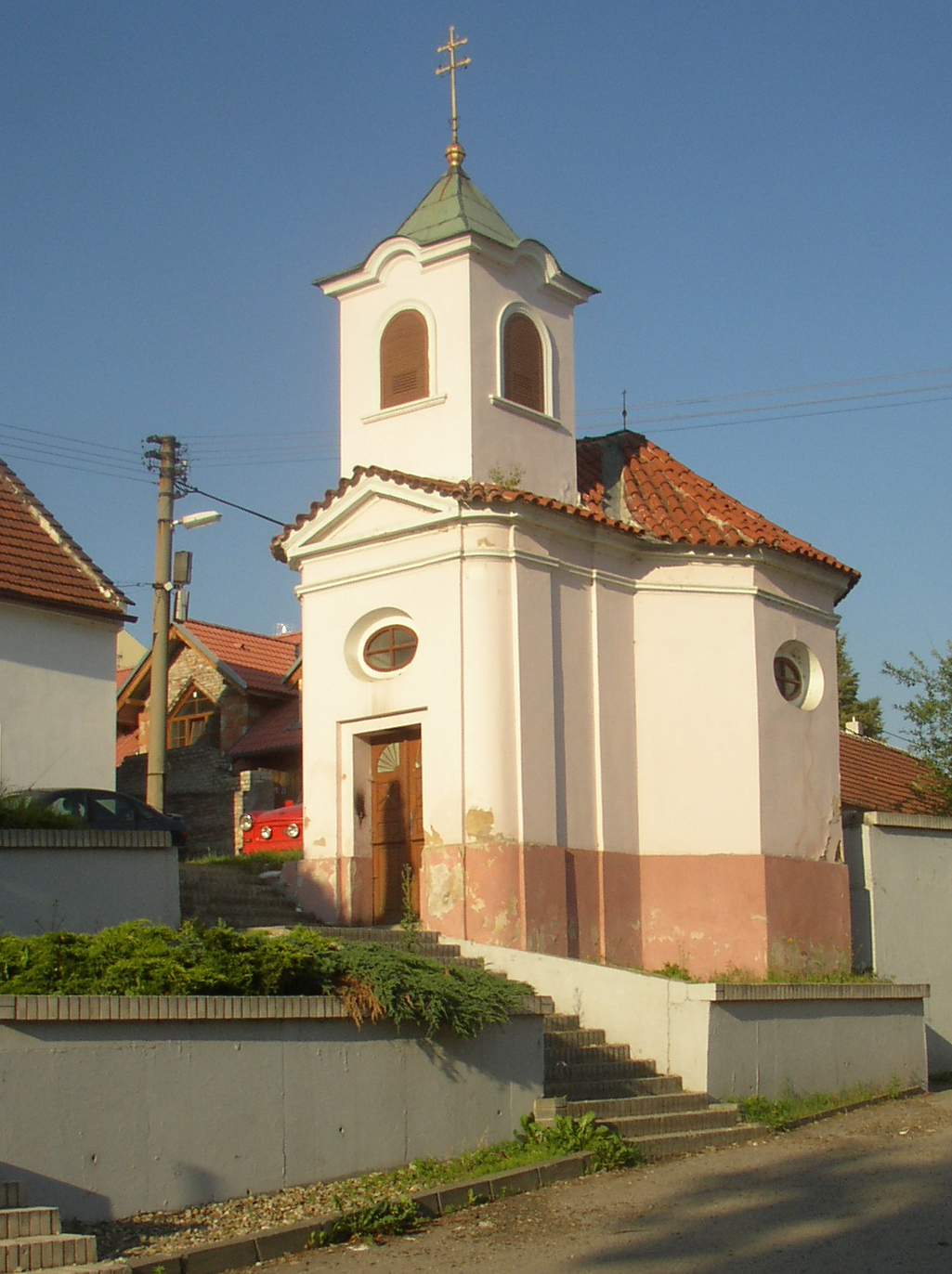

- Ледро, Италия